# Regla de Taylor

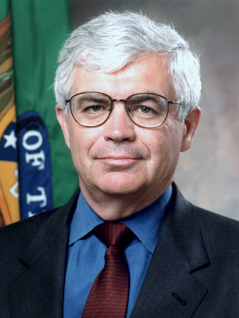
John B. Taylor

En economia, la regla de Taylor és una regla de política monetària que estipula en quant el banc central hauria de canviar la taxa d'interès nominal en resposta als canvis en la inflació, la producció, o la taxa d'atur. En concret, la regla estableix que per cada augment d'un punt percentual de la inflació el banc central hauria d'augmentar la taxa d'interès nominal en més un punt percentual. La regla va ser proposada per primera vegada per l'economista nord-americà John B. Taylor el 1993. El seu objectiu és fomentar l'estabilitat de preus i plena ocupació per la reducció sistemàtica de la incertesa i l'augment de la credibilitat de les futures accions del banc central. També pot evitar les ineficiències de la inconsistència temporal en l'exercici de la política discrecional.